# 北京市崇文区文物保护单位
北京市崇文区文物保护单位是根据《中华人民共和国文物保护法》和《北京市实施〈中华人民共和国文物保护法〉办法》的有关规定，北京市崇文区文化委员会提出，经崇文区人民政府同意并公布的区级文物保护单位。2010年崇文区同东城区合并为新的东城区后，已公布的北京市崇文区文物保护单位也成为新的北京市东城区文物保护单位。
北京市崇文区文物保护单位自1984年1月公布第1批名单以来，共公布2批。
- 第一批：1984年1月公布，共？项
- 第二批：1989年7月公布，共？项

## 列表
| 名称               | 编号 | 分类                       | 所在                        | 时代 | 图片 |
| ------------------ | ---- | -------------------------- | --------------------------- | ---- | ---- |
| 正阳桥疏渠记碑     | 1-？ | 石窟寺及石刻               | 红庙街78号                  | 清   |      |
| 夕照寺             | 1-？ | 古建筑                     | 龙潭夕照寺中街13号          | 明   |      |
| 花市清真寺         | 1-？ | 古建筑                     | 崇外西花市大街30号          | 明   |      |
| 兴隆街四合院       | 1-？ | 古建筑                     | 崇外东兴隆街52号            | 清   |      |
| 当铺旧址           | 1-？ | 近现代重要史迹及代表性建筑 | 门楼胡同3、5号              | 民国 |      |
| 三·一八烈士纪念碑  | 2-？ | 石窟寺及石刻               | 培新街6号                   | 民国 |      |
| 安乐禅林           | 2-？ | 古建筑                     | 永外安乐林路63号、琉璃井8号 | 明   |      |
| 药王庙             | 2-？ | 古建筑                     | 天坛东晓市101号             | 明   |      |
| 法华寺             | 2-？ | 古建筑                     | 法华寺街65、67号            | 明   |      |
| 火德真君庙         | 2-？ | 古建筑                     | 西花市大街113号             | 明   |      |
| 奋章胡同四合院     | 2-？ | 近现代重要史迹及代表性建筑 | 崇外奋章胡同53号            | 民国 |      |
| 天主堂             | 2-？ | 近现代重要史迹及代表性建筑 | 体育馆路永生巷6号           | 民国 |      |
| 新开路二十号四合院 | ？   | 近现代重要史迹及代表性建筑 | 新革路20号                  | 民国 |      |